# Trouble – Norwegian Live EP
Trouble – Norwegian Live EP —  міні-альбом англійської групи Coldplay, який був випущений 27 серпня 2001 року.

## Композиції
1. Trouble – 4:35
2. Shiver – 5:43
3. Sparks – 3:53
4. Yellow – 5:01
5. Everything's Not Lost – 6:07

## Склад
- Кріс Мартін — вокал, гітара, клавішні
- Джонні Бакленд — гітара
- Гай Берімен — бас-гітара
- Вілл Чемпіон — ударні